# Iguanodon
Iguanodon je rod ogromnih dinosaurusa, dugih i do 10 metara, mase do preko 5 tona. Vrste ovog roda su se kretale u krdima i hranile se lišćem. Hodale je na četiri, a trčale na dve noge. Imale je usta nalik kljunu kojima su žvakale lišće.Na prednjim nogama imao je 5 prstiju od kojih je palac bio nepomičan i imao izgled bodlje. Na zadnjim nogama imao je po 3 prsta.

## Spoljašnje veze
- Zub iguanodona
- Iguanodon iz Belgije
- Iguanodon DinoData.
- Iguanodon-iz kolekcije muzeja Novog Zelanda Архивирано на веб-сајту  (15. фебруар 2009)